# Valér Barač
Valér Barač (16. července 1909, Malá Vieska - 11. srpna 1991, Košice) byl československý atlet, účastník LOH 1936 v hodu diskem a vrhu koulí.

## Život
V roce 1928 po maturitě na státním reálném gymnáziu v Košicích odešel studovat medicínu do Bratislavy. Během studia byl členem atletického oddílu. Po ukončení studia se přestěhoval do Bardejova, kde měl soukromou lékařskou praxi. V roce 1949 byl zatčen pro podezření ze spolupráce s převaděčskou skupinou chycenou na rakouské hranici ruskými vojáky po zradě českého konfidenta. Při výsleších padlo i jeho jména a na tomto základu byl odsouzen na 12 let vězení. Odseděl si 7 let v Jáchymově. Těžký trest dostal za to, že se střetl s některými členy převaděčské skupiny, protože měl zájem o tehdejší převratnou novinku - Penicilin. Po propuštění z výkonu trestu se vrátil do Bardejova a působil jako lékař v továrně na obuv. Ovládal šest jazyků. Až do roku 1989 byl pod dohledem StB. V Družstevné pri Hornáde je po něm pojmenována ulice.